# Badinières
Badinières foi uma comuna francesa na região administrativa de Auvérnia-Ródano-Alpes, no departamento de Isère. Estendia-se por uma área de 5,99 km². Em 2010 a comuna tinha 606 habitantes (densidade: 101,2 hab./km²).
Em 1 de janeiro de 2015, passou a formar parte da nova comuna de Eclose-Badinières.